# 蘭州軌道交通
蘭州軌道交通（らんしゅうきどうこうつう、中文表記: 兰州轨道交通、英文表記: Lanzhou Railway Transit）は、中華人民共和国甘粛省蘭州市において営業中の地下鉄である。

## 概要
現在2路線が営業中、1路線が建設中、最終計画では5路線を建設する予定である。1号線一期区間は2014年に着工され2019年6月23日に開業した。2号線一期区間は2016年に着工され2023年6月29日に開業した。1号線は黄河の下を潜るトンネルとしては初めての例である。

## 路線

### 営業中
- 1号線：東崗駅 - 蘭州西駅北広場駅 - 陳官営駅
- 2号線：雁白大橋駅 - 蘭州火車站駅 - 東方紅広場駅

### 建設中

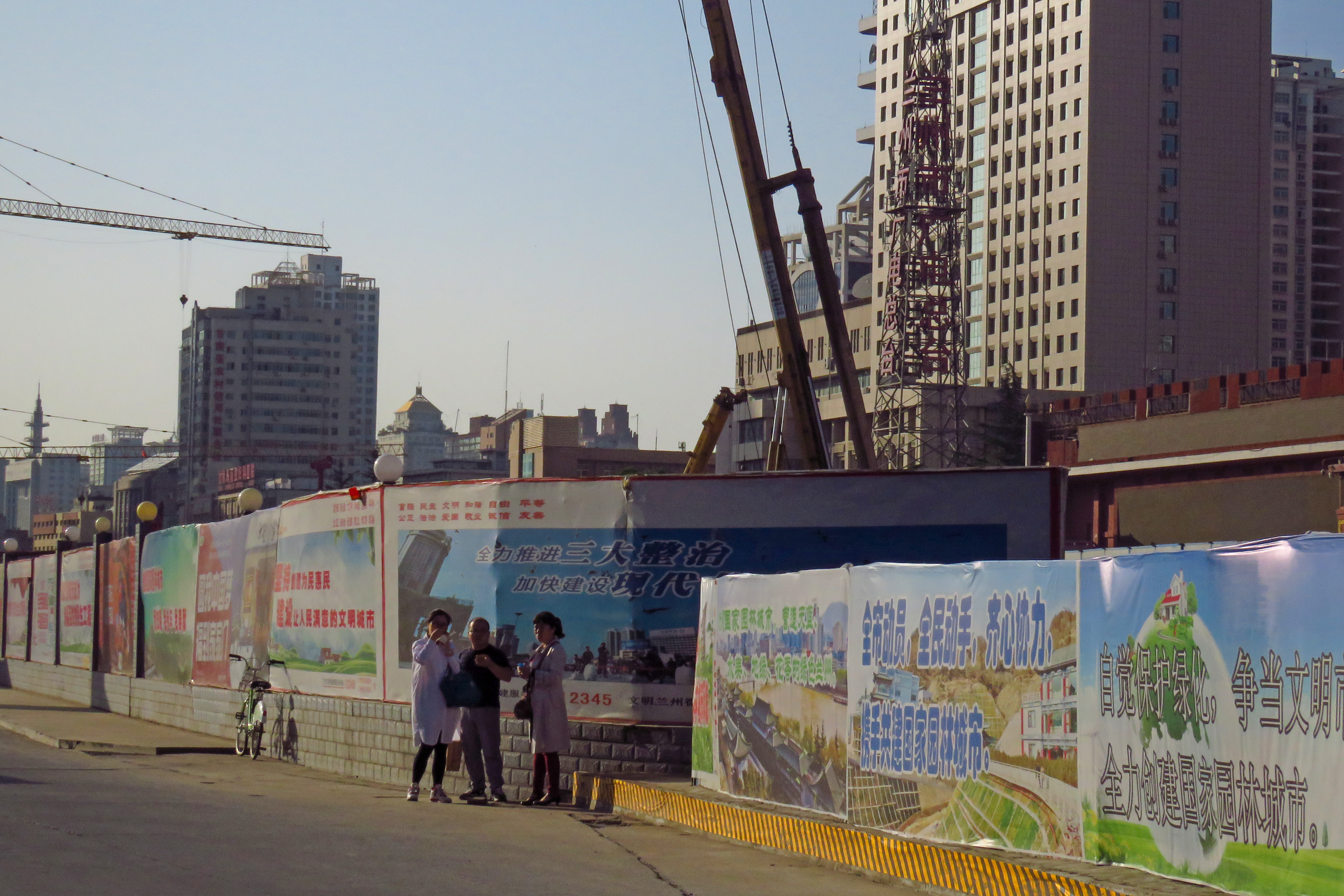
建設中の東方紅広場駅

### 計画中
- 1号線：陳官営駅 - 石崗駅
- 2号線：東方紅広場駅 - 化工南路駅
- 3号線：蘭州駅 - 陡道溝駅
- 4号線：雁灘路駅 ‐ 楡中高鉄站駅 ‐ 楡中大学城駅
- 5号線：蘭州火車站駅 ‐ 経十三路駅